# Hurricane (gruppo musicale serbo)
Le Hurricane (note anche Hurricane Girls) sono un girl group serbo fondato nel 2017 a Belgrado. È attualmente composto da Jovana Radić, Sara Kourouma e Miona Srećković.
Avrebbero dovuto rappresentare la Serbia all'Eurovision Song Contest 2020 con il brano Hasta la vista, ma in seguito all'annullamento dell'evento a causa della pandemia di COVID-19, sono state riconfermate come rappresentanti nazionali per l'edizione del 2021, dove hanno cantato Loco loco.

## Carriera
Il gruppo si è formato nel 2017 nella capitale serba da un'idea di Zoran Milinković. Consiste in tre cantanti donne già affermate in Serbia: fra di esse, Sanja Vučić aveva rappresentato il paese all'Eurovision Song Contest 2016.
Le Hurricane hanno partecipato a Beovizija 2020, il processo di selezione eurovisiva serbo, cantando Hasta la vista. Nella finale del 1º marzo la loro vittoria schiacciante sia nel voto della giuria che nel televoto ha garantito loro di diventare le rappresentanti nazionali all'Eurovision Song Contest 2020 a Rotterdam, nei Paesi Bassi. Nonostante l'annullamento dell'evento due mesi prima a causa della pandemia di COVID-19, a novembre 2020 le Hurricane sono state riconfermate come rappresentanti nazionali per l'edizione successiva con la canzone Loco loco. Nel maggio successivo, dopo essersi qualificate dalla seconda semifinale, le Hurricane si sono esibite nella finale eurovisiva a Rotterdam, dove si sono piazzate al 15º posto su 26 partecipanti con 102 punti totalizzati.
Il 5 maggio 2022 è stato annunciato lo scioglimento della formazione, per volontà delle componenti di concertarsi sulle rispettive carriere da soliste. Il mese successivo hanno pubblicato il loro ultimo singolo, Wow. Nell'estate del 2022 Zoran Milinković ha annunciato i membri della seconda formazione delle Hurricane, composta da Jovana Radić, Sara Kourouma e Miona Srećković, presentando per l'occasione il singolo Zauvek.
Nel gennaio 2023 è stata annunciata la loro partecipazione al Pesma za Evroviziju '23, festival che ha decretato il rappresentante serbo all'annuale Eurovision Song Contest, dove hanno l'inedito Zumi zimi zami, dove si sono classificate dodicesime nella serata finale.

## Formazione
Attuale
- Jovana Radić – voce (2023-presente)
- Sara Kourouma – voce (2023-presente)
- Miona Srećković – voce (2023-presente)

Precedenti
- Sanja Vučić – voce (2017-2022)
- Ivana Nikolić – voce (2017-2022)
- Ksenija Knežević – voce (2017-2022)

## Discografia

### Album dal vivo
- 2022 – Hurricane: Music Week

### Singoli
Prima formazione
- 2018 – Feel Right
- 2018 – Personal
- 2019 – Favorito
- 2019 – Avantura
- 2019 – Brzi prsti
- 2020 – Hasta la vista
- 2020 – Guallame el pantalón (feat. King Melody)
- 2020 – Roll the Dice
- 2020 – Pain in Your Eyes
- 2020 – Tuturutu
- 2020 – Folir'o
- 2020 – Telefon (con Emyouese)
- 2020 – Want Ya
- 2020 – Lopove
- 2020 – Caje
- 2021 – Babygirl (con Emyouese)
- 2021 – Loco loco
- 2021 – Do neba
- 2021 – Legalan
- 2021 – Koraci
- 2021 – Ajde bre
- 2021 – Set the World on Fire
- 2022 – Kontroverzne (con Teodora)
- 2022 – Gospodine...
- 2022 – Wow

Seconda formazione
- 2022 – Zauvek
- 2022 – Poljupci u zoru
- 2022 – Al Capone
- 2023 – Zumi zimi zami
- 2023 – Ah lele lele
- 2023 – Gori štikla
- 2023 – Leto
- 2023 – Kako mozes da me ne volis
- 2023 – Ustani, budi se
- 2023 – Na usnama
- 2023 – Cariño
- 2023 – Isplaci se, bice ti lakse
- 2023 – Sabah
- 2023 – Bla, Bla